# 高宮柚希
高宮 柚希（たかみや ゆずき）は、日本の官能小説家。株式会社フランス書院が2018年に主催した第22回フランス書院文庫官能大賞において新人賞を受賞しデビュー。

## 人物
官能小説家としてのデビューは、2019年5月の『恩返しさせてください 未亡人教師、未亡人兄嫁、子連れ未亡人』である。同作品は第22回フランス書院文庫官能大賞において新人賞に選定された『恩返しさせてください』が改稿されたものである。いわゆる誘惑系の作品を得意とする。

## 著書

### フランス書院文庫
- 恩返しさせてください 未亡人教師、未亡人兄嫁、子連れ未亡人（2019年5月）
- なぐさめてあげます 愛義母、未亡人兄嫁、淫語家庭教師（2019年10月）
- おねだりさせてください 兄嫁とシングルマザーと妊活妻（2020年3月）
- ご褒美さしあげます 四人の未亡人・淫らな恩返し（2020年7月）
- ひとりにしないで 友人の姉はシングルマザー（2020年12月）
- もう我慢できないの 妻の母はしたがり未亡人（2021年4月）
- あの娘じゃなくて私がいいの？ 未亡人と幼なじみと僕（2021年8月）
- おそばにいさせてください 兄嫁、女教師、妻の母（2021年11月）
- 私ではいけませんか？ 継母＆女弁護士＆シングルマザー（2022年4月）
- 娘が寝たあとで シングルマザー・祥子と明日奈（2022年6月）
- 初体験は彼女の母と 昨夜のことは忘れて（2022年11月）
- あなたのものにしてください  僕だけの妻母（2023年2月）
- とろける居候生活 兄嫁、女教師、シングルマザー（2023年5月）
- 気持ちよくしてください 家政婦と女上司・お試し新婚生活（2023年8月）

### フランス書院eブックス
- 僕にはセックスが足りない メイド先生の官能小説教室（2022年5月）
- 妹の自由研究 お兄ちゃんの性欲を調査します（2022年8月）